# Distretto di Wangyi
Il distretto di Wangyi (王益区S, Wángyì QūP) è un distretto della Cina, situato nella provincia dello Shaanxi e amministrato dalla prefettura di Tongchuan.